# KhTZ-16
KhTZ-16は、ソビエト連邦の「戦車」（装甲車、トラクター・タンク）である。ハリコフ戦車と呼ばれることもある。

## 概要
本車は、STZ-3農業トラクターに装甲板と武装を備えた即席の装甲車である。
独ソ戦初期に労農赤軍が壊滅的な敗北を続け、前線に装甲車両が不足していた時期に応急処置として開発、運用されたが、農業用トラクターを軍事転用するアイデアそのものはソ連においても1932年頃から既に存在した。
開発はスターリングラード（現ボルゴグラード）にて行われ、時間稼ぎのためにハリコフに投入された。

## 性能と実戦
武装は車両によってまちまちだが、DT機銃と軽量な山砲もしくは対戦車砲という組み合わせが多い。
似たような状況で急増されたオデッサ戦車とは異なり、比較的整った設備で開発が行われたため、明らかに不格好というほどでもなく、天井部を除き、軒並み10mm（傾斜はなし）の装甲を持つなど、カタログスペックの上ではややまともな性能に見える。
しかしやはり元が農業トラクターである事実は変わらず、また装甲や速度の割には車高が高く、威嚇するという目的のためにはやや小さ過ぎたため、次々と撃破された。
当初は800台程の生産が目標とされたが、ドイツ国防軍の進撃が予想以上に早かったことと、瞬く間に被撃破数が増えたことから、100台前後しか完成しなかった。
第一次ハリコフ攻防戦、モスクワの戦いの他、ポルタヴァなどでも存在が確認されている。

## 参考
- Zaloga, Steven J., James Grandsen (1984). Soviet Tanks and Combat Vehicles of World War Two, p. 142. London: Arms and Armour Press. ISBN 0-85368-606-8.